# مارینا لوباتچ
مارینا لوباتچ (به انگلیسی: Marina Lobatch) ژیمناست زادهٔ ۲۶ ژوئن ۱۹۷۰ میلادی اهل کشور شوروی است.